# Džoserova pyramida
Džoserova pyramida neboli Stupňovitá pyramida v Sakkáře neboli Necerichetova pyramida je památka staroegyptské náboženské a pohřební architektury. Jedná se o nejstarší egyptskou pyramidu; právě zde bylo poprvé použito v rozsáhlém měřítku nového materiálu, vápence, a uskutečněna idea monumentální královské hrobky ve tvaru pyramidy. Nachází se v Sakkáře, archeologické lokalitě v Egyptě nedaleko Káhiry. Pyramidu a přilehlé budovy nechal vystavět jako svůj pohřební komplex druhý panovník 3. dynastie Necerichet, známější pod jménem Džoser, okolo roku 2640 př. n. l. Krom této si nechal také postavit symbolickou hrobku na královském pohřebišti v Abydu (Ebozev). Je na místě zvaném Bét-Challáf a převyšuje všechny ostatní; je jen z nepálených sušených cihel.

## Stavba
Stavbu vedl velekněz chrámu slunečního boha Rea v Heliopolisu a vrchní královský architekt Imhotep. Dal odvézt písek a vyrovnat na staveništi vápencový povrch. Potom byly v kameni vyhloubeny asi 28 m dlouhé šachty a jejich dno bylo obloženo žulou. Ta se v okolí netěžila, proto se musela dovážet z lomů 800 km od Sakkáry a kvádry byly dopravovány po Nilu. Vyzdvihovány mohly být hydraulicky, jak naznačuje nová studie profesora Xaviera Landreaua z francouzského Paleotechnického institutu.
Stupňovitá Džoserova pyramida je od Velké pyramidy v Gíze vzdálena asi 14 km. Byla původně jen mastabou, která patrně patřila královu pravděpodobnému předchůdci Sanachtovi. Imhotep tuto základní stavbu navýšil o dva stupně, později přidal ještě tři další – tak vznikla první pyramida. Po několika pozdějších úpravách získala stavba svůj dnešní šestistupňový vzhled. Dokladem Imhotepova stavitelského umění je náklon ložných ploch kamenných vrstev dovnitř hmoty, čímž byla zajištěna stabilita celé stavby.

## Popis

### Okolí pyramidy
Celý areál ohraničuje mohutná zeď z vápencových kvádrů vysoká až 10 metrů. Její vnější povrch zdobí výklenky a 15 nepravidelně rozmístěných bran, ale pouze jedna (ve východním průčelí) je doopravdy průchozí. Původně venkovní zeď obklopoval široký příkop, který byl vytesán přímo do skalního podloží a měl pravděpodobně ještě více ztížit přístup k pyramidě. Postupně ho ale zaplnil písek a suť. 
V areálu o ploše cca 15 ha se nacházejí další stavby. Vstupní sloupová síň, tvořená ze čtyřiceti vápencových kanelovaných sloupů, vede na dvůr s pyramidou. Symetrická kompozice dvora symbolicky vyjadřovala rovnováhu mezi Horním a Dolním Egyptem. Vedle vstupní síně je menší areál svátku sed,který obklopuje řada výklenků (kaplí). Na jižní straně pyramidy se nachází tzv. Jižní hrobka, jejíž šachta končí v hloubce 28 metrů. Účel této stavby nebyl dosud přesně určen, je napodobeninou hrobky pod pyramidou. Architektura Severního a Jižního dómu, jejichž průčelí jsou stylizovaná do podoby papyru a rohoží z rákosu, je dokladem Imhotepovy invence.
| Půdorys komplexu Stupňovité pyramidy v Sakkáře | |
|                                                | 1. Stupňovitá pyramida 2. Jižní hrobka 3. Nádvoří svátku Sed s kaplemi 4. Chrám T 5. Jižní dvůr 6. Severní dům 7. Jižní dům 8. Zádušní chrám 9. Západní galerie 10. Vstupní sloupová síň 11. Severní dvůr 12. Severní galerie 13. Schodišťové hroby 14. Serdáb 15. Oltář |

### Pyramida
Rozměry základny byly 121x109 metrů, výška 62,5 metru. 
Podzemní prostory, přístupné 27 metrů dlouhou šachtou, tvoří labyrint chodeb a komor včetně hlavní pohřební komory z červené žuly, se kterou sousedí 11 menších šachet pro členy královské rodiny. Stěny některých z nich byly zdobeny modrozelenými kachličkami, reliéfními obrazy krále a krátkými nápisy. Na kamenných stélách je zobrazen faraon Džoser při různých náboženských obřadech a významných událostech. V komorách pro uskladnění zásob bylo nalezeno na 30 000 kamenných nádob z břidlice, alabastru, dioritu, žuly atd.
Na severní straně pyramidy byla u zbytků zádušního chrámu nalezena Džoserova vápencová socha v životní velikosti umístěná v serdabu. V současnosti je vystavena přímo u vstupu do Egyptského muzea v Káhiře.

## Archeologický výzkum

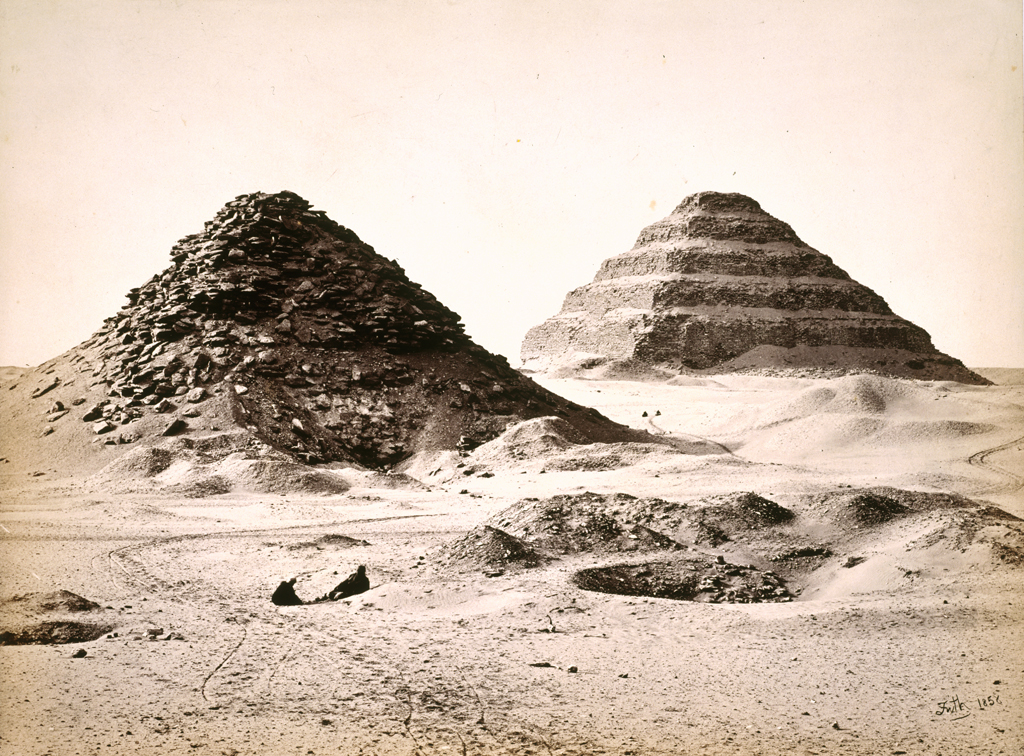
Francis Frith: pyramida v roce 1858, vlevo Veserkafova pyramida

Počátky zkoumání pyramid v Sakkáře sahají do 17. století, kdy upoutaly cestovatele Pietra della Valle. Významnější poznatky přineslo Napoleonovo tažení do Egypta na počátku 18. století, kterého se zúčastnila skupina vědců a umělců. První měření stupňovité pyramidy provedl anglický duchovní Richard Pococke, když pomocí kroků zjistil, že má obdélníkovou základnu. V roce 1821 pruský generál Johann Heinrich von Minutoli otevřel přístupový tunel dovnitř pyramidy vedoucí od severu.
První vědecký průzkum provedl až britský badatel John Shae Perring v roce 1837 a krátce po něm zde nějaký čas působila německá expedice vedená Karlem Richardem Lepsiusem. Ten prokázal, že pyramida vznikala postupně z nízké mastaby. Systematický výzkum ovšem započal až ve 20. letech 20. století. Podílel se na něm britský archeolog Cecil Frith a především francouzský architekt Jean-Philippe Lauer, který výzkumu Džoserovy pyramidy zasvětil celý svůj život. Právě jemu vděčíme za většinu poznání o složité architektuře této pyramidy a jejího okolí. Během let se na lokalitě vystřídala řada badatelů a týmů různých národností a výzkum stále pokračuje.